# Československá basketbalová liga
Il campionato di pallacanestro cecoslovacco, noto anche come Československá basketbalová liga, fu attivo dal 1930 al 1993 in Cecoslovacchia.
Era organizzato dalla Federazione cestistica della Cecoslovacchia.

## Albo d'oro
- 1929-1930  YMCA Praga
- 1931  YMCA Praga
- 1932  YMCA Praga
- 1932-1933  YMCA Praga
- 1933-1934  YMCA Praga
- 1934-1935  YMCA Praga
- 1935-1936  YMCA Praga
- 1936-1937  YMCA Praga
- 1937-1938  Uncas Praga
- 1938-1939 Sokol Královo Pole
- 1939-1940  Sparta
- 1940-1941  Sokol Pražský
- 1941-1942  Brno Žabovřesky
- 1942-1943  Brno Žabovřesky
- 1943-1944  Uncas Praga
- 1944-1945  Uncas Praga
- 1945-1946  Sokol Brno I
- 1946-1947  Sokol Brno I
- 1947-1948  Sokol Brno I
- 1948-1949  Sokol Brno I
- 1949-1950  Sokol Brno I
- 1950-1951  Sokol Brno I
- 1951  Spartak ZJŠ Brno
- 1952  Slavia Brno
- 1953  Slavia Brno
- 1953-1954  ATK Praga

- 1954-1955  ATK Praga
- 1955-1956  ÚDA Praga
- 1956-1957  Slovan Orbis Praga
- 1957-1958  Spartak ZJŠ Brno
- 1958-1959  Slovan Orbis Praga
- 1959-1960  Spartak Praga Sokolovo
- 1960-1961  Iskra Svit
- 1961-1962  Spartak ZJŠ Brno
- 1962-1963  Spartak ZJŠ Brno
- 1963-1964  Spartak ZJŠ Brno
- 1964-1965  Dynamo Praga
- 1965-1966  Slavia VŠ Praga
- 1966-1967  Spartak ZJŠ Brno
- 1967-1968  Spartak ZJŠ Brno
- 1968-1969  Slavia VŠ Praga
- 1969-1970  Slavia VŠ Praga
- 1970-1971  Slavia VŠ Praga
- 1971-1972  Slavia VŠ Praga
- 1972-1973  Dukla Olomouc
- 1973-1974  Slavia VŠ Praga
- 1974-1975  Dukla Olomouc
- 1975-1976  Zbrojovka Brno
- 1976-1977  Zbrojovka Brno
- 1977-1978  Zbrojovka Brno
- 1978-1979  Inter Bratislava
- 1979-1980  Inter Bratislava

- 1980-1981  Slavia VŠ Praga
- 1981-1982  Slavia VŠ Praga
- 1982-1983  Inter Bratislava
- 1983-1984  Pardubice
- 1984-1985  Inter Bratislava
- 1985-1986  Zbrojovka Brno
- 1986-1987  Zbrojovka Brno
- 1987-1988  Zbrojovka Brno
- 1988-1989  Baník Prievidza
- 1989-1990  Zbrojovka Brno
- 1990-1991  VŠ Praga
- 1991-1992  USK Praga
- 1992-1993  Baník Prievidza

## Vittorie per club
| Club                   | Città             | Titolo | Anno |
| ---------------------- | ----------------- | ------ | --- |
| Brno                   | Brno              | 20     | 1946, 1947, 1948, 1949, 1950, 1951, 1951, 1958, 1962, 1963, 1964, 1967, 1968, 1976, 1977, 1978, 1986, 1987, 1988, 1990 |
| USK Praga              | Praga             | 11     | 1965, 1966, 1969, 1970, 1971, 1972, 1974, 1981, 1982, 1991, 1992                                                       |
| Uncas Praga            | Praga             | 11     | 1930, 1931, 1932, 1933, 1934, 1935, 1936, 1937, 1938, 1944, 1945                                                       |
| Inter Bratislava       | Bratislava        | 4      | 1979, 1980, 1983, 1985                                                                                                 |
| Dukla Praga            | Praga             | 3      | 1954, 1955, 1956 |
| Prievidza              | Prievidza         | 2      | 1989, 1993 |
| Dukla Olomouc          | Olomouc           | 2      | 1973, 1975 |
| Spartak Praga Sokolovo | Praga             | 2      | 1940, 1960 |
| Slovan Orbis Praga     | Praga             | 2      | 1957, 1959 |
| Slavia Brno            | Brno              | 2      | 1952, 1953 |
| Žabovřesky             | Brno              | 2      | 1942, 1943 |
| Pardubice              | Pardubice         | 1      | 1984 |
| Iskra Svit             | Nový Jičín        | 1      | 1961 |
| Sokol Pražský          | Praga             | 1      | 1941 |
| Sokol Královo Pole     | Brno-Královo Pole | 1      | 1939 |